# San Juan de Flores
San Juan de Flores è un comune dell'Honduras facente parte del dipartimento di Francisco Morazán.
Fondato nel 1667 con la denominazione "Cantarranas", risulta già comune autonomo nel censimento del 1791.